# Liste du patrimoine mondial au Cambodge
Cet article recense les sites inscrits au patrimoine mondial au Cambodge.

## Statistiques
Le Cambodge accepte la Convention pour la protection du patrimoine mondial, culturel et naturel le 28 novembre 1991. Le premier site protégé est inscrit en 1992.
En 2025, le Cambodge compte5 sites inscrits au patrimoine mondial, culturels. 
Le pays a également soumis 6 sites à la liste indicative, culturels.

## Listes

### Patrimoine mondial
Les sites suivants sont inscrits au patrimoine mondial :
| Id.  | Site                                                                                          | Province     | Année | Superficie (ha) | Critères et notes | Coordonnées                                                                                              | Illus. |
| ---- | --------------------------------------------------------------------------------------------- | ------------ | ----- | --------------- | --- | --- | ------ |
| 668  | Angkor                                                                                        | Siem Reap    | 1992  | 40 100          | Culturel, (i), (ii), (iii), (iv) | 13° 25′ 59″ nord, 103° 49′ 59″ est                                                                       |        |
| 1667 | Koh Ker : site archéologique de l'ancienne Lingapura ou Chok Gargyar                          | Siem Reap    | 2023  | 1 187,61        | Culturel, (ii), (iv) | 13° 46′ 59″ nord, 104° 32′ 14″ est                                                                       |        |
| 1532 | La zone des temples de Sambor Prei Kuk, site archéologique de l’ancienne Ishanapura           | Kampong Thum | 2017  |                 | Culturel, (ii), (iii), (vi) | 12° 52′ 01″ nord, 105° 02′ 24″ est                                                                       |        |
| 1748 | Sites mémoriels du Cambodge : des centres de répression devenus lieux de paix et de réflexion | Phnom Penh   | 2025  | 3,9             | Culturel, (vi) 3 sites distincts : ancienne prison M-13, musée du génocide Tuol Sleng (ancienne prison S-21) prison), centre génocidaire Choeung Ek (ancien site d'exécution de S-21) | 11° 46′ 13″ nord, 104° 23′ 05″ est 11° 32′ 58″ nord, 104° 55′ 03″ est 11° 39′ 04″ nord, 104° 54′ 08″ est |        |
| 1224 | Temple de Preah Vihear                                                                        | Preah Vihear | 2008  | 155             | Culturel, (i) | 14° 23′ 17″ nord, 104° 41′ 02″ est                                                                       |        |

### Liste indicative
Les sites suivants sont inscrits sur la liste indicative.
| Site                                   | Province          | Type               | Date | Superficie (ha) | Lien | Notes | Coordonnées                        | Illus. |
| -------------------------------------- | ----------------- | ------------------ | ---- | --------------- | ---- | ----- | ---------------------------------- | ------ |
| Ensemble de Banteay Chmar              | Banteay Mean Chey | Culturel (iii)     | 1992 |                 | 68   |       | 14° 04′ 16″ nord, 103° 06′ 32″ est |        |
| Ensemble de Banteay Prei Nokor         | Kampong Cham      | Culturel (iii)     | 1992 |                 | 69   |       | 12° 00′ 04″ nord, 105° 26′ 42″ est |        |
| Ensemble de Beng Mealea                | Siem Reap         | Culturel (iv)      | 1992 |                 | 66   |       | 13° 28′ 37″ nord, 104° 14′ 13″ est |        |
| Ensemble du Preah Khan de Kompong Svay | Siem Reap         | Culturel (iv)      | 1992 |                 | 67   |       | 13° 27′ 43″ nord, 103° 52′ 19″ est |        |
| Site d'Angkor Borei et Phnom Da        | Takeo             | Culturel (ii)      | 1992 |                 | 64   |       | 10° 57′ 50″ nord, 104° 59′ 20″ est |        |
| Site des Kulen                         | Siem Reap         | Culturel (v), (vi) | 1992 |                 | 63   |       | 13° 36′ 47″ nord, 104° 06′ 43″ est |        |
| Site d'Oudong                          | Kampong Spoe      | Culturel (vi)      | 1992 |                 | 65   |       | 11° 49′ 01″ nord, 104° 45′ 00″ est |        |